# Ристль, Март
Март Ристль (нем. Mart Ristl; родился 7 июля 1996 года в Швебиш-Гмюнде, Баден-Вюртемберг) — немецкий футболист, полузащитник клуба «Аален».

## Клубная карьера
Ристль начал заниматься футболом в детских клубах «ТСВ Блауфильд» и «ФСВ Холленбах». В 2010 году он перешёл в футбольную школу «Штутгарта». В 2015 году Март был включён в основной состав. 24 октября в матче против леверкузенского «Байера» Март дебютировал в Бундеслиге, заменив во втором тайме Арианита Ферати.
Летом 2019 года Март Ристль перешел в клуб из Кельна — «Виктория 1904».

## Международная карьера
С 2010 году Ристль выступает за сборные Германии различных возрастов.